# St. Maternus (Köln)

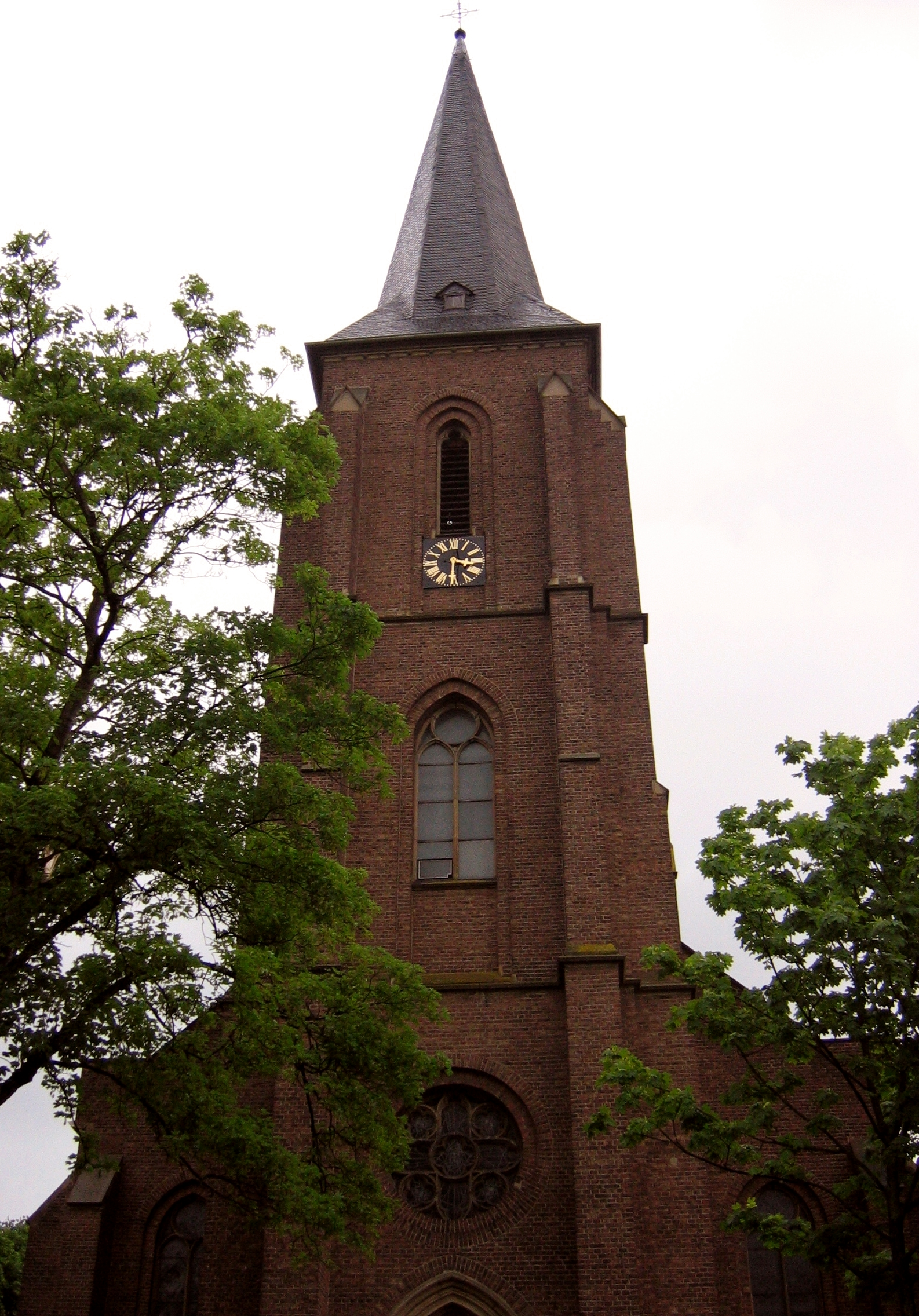
St. Maternus in Köln-Rodenkirchen

St. Maternus ist eine 1865 bis 1867 im neugotischen Stil erbaute katholische Kirche in Köln-Rodenkirchen.

## Lage
Die Kirche liegt zwischen Rhein und Hauptstraße im Norden des Kölner Stadtteils Rodenkirchen.

## Geschichte
Aufgrund der steigenden Bevölkerungszahl in Rodenkirchen wurde die Kirche Alt St. Maternus im Laufe des 19. Jahrhunderts zu klein. Der Architekt Vincenz Statz begann 1865 mit dem erst 1867 beendeten Bau der dreischiffigen Hallenkirche aus unverputzten roten Ziegeln.
Im Zweiten Weltkrieg wurde die Kirche, wegen ihrer Nähe zur Rodenkirchener Rheinbrücke, stark beschädigt.

## Gebäude
Nach Westen liegt das Portal mit dem Kirchturm, die Halle ist west-östlich ausgerichtet; der Chor im Osten verfügt über je eine Sakristei auf beiden Seiten.
Die Architektur ist innen und außer klar gegliedert und verzichtet auf Verzierungen. Die drei gleich hohen Schiffe sind durch schlanke Säulen voneinander getrennt.
Direkt neben der Kirche befindet sich ein freistehendes Pfarrhaus, das etwa 20 Jahre nach der Kirche in gelben und roten Ziegeln gebaut wurde und vermutlich von Vincez Statz geplant war.
In der Kirche wird der heilige Maternus verehrt und die Kirche dient jährlich im September als Wallfahrtsort.

## Fenster
Die heutigen farbigen Kirchenfenster wurden von Hanns Kirchner gestaltet. Im Chor sind Bilder aus der Johannesoffenbarung und dem Bombenkrieg gegenübergestellt.
Über den Nebeneingängen sind zum Teil noch Fenster aus dem 19. Jahrhundert erhalten und ergänzt worden.
Die Rose über dem Westportal wurde von Kirchner 1962 errichtet.

## Ausstattung

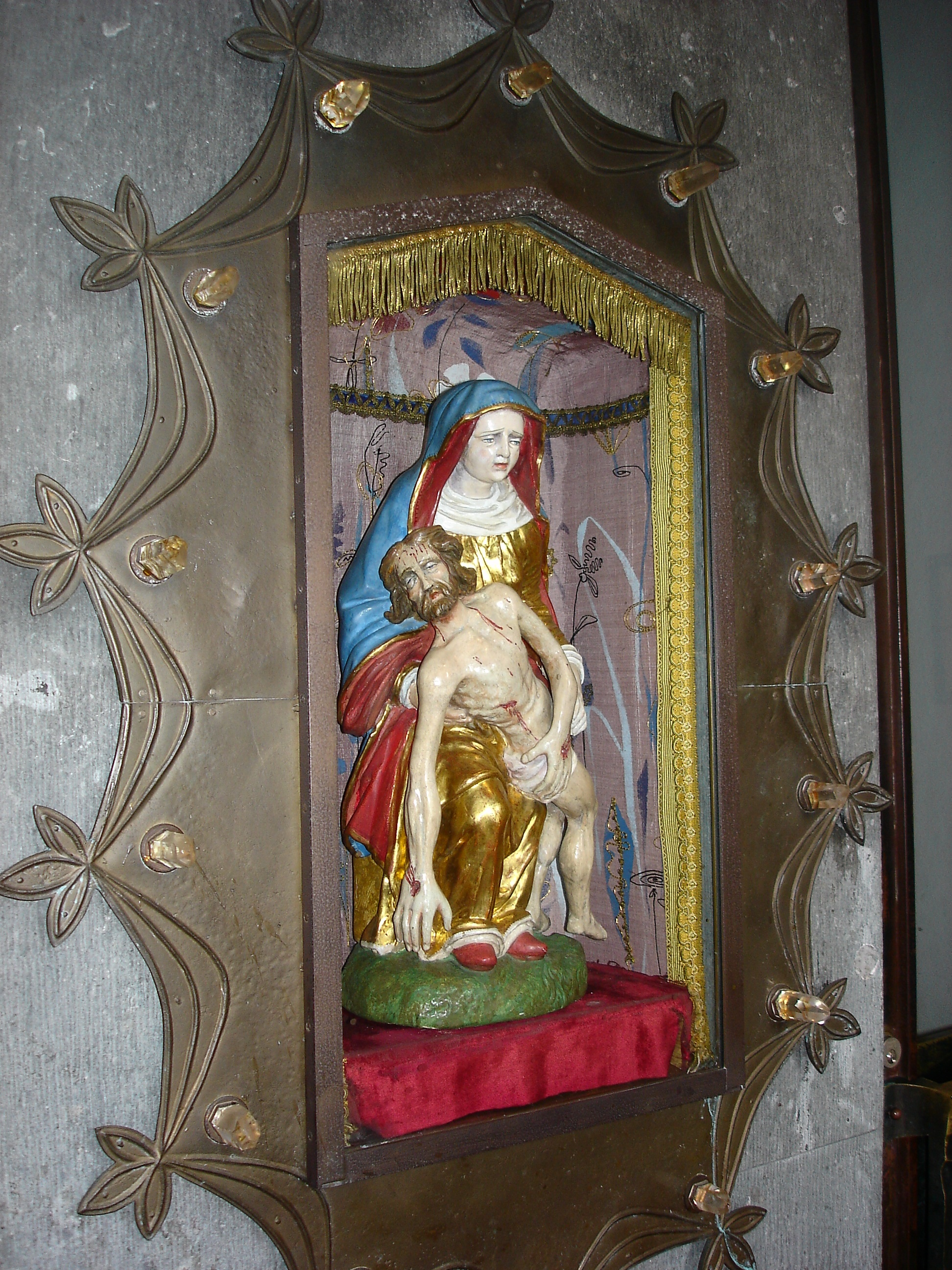
Pietà

Die Altäre entwarf Elmar Hillebrand. Den Hauptaltar umläuft ein Bronzerelief von Helge Kühnapfel aus den Jahren 1983 bis 1986.
Auf dem Maternusaltar steht ein Tabernakel von Karl Matthäus Winter von 1961 in Form einer Lade.
Der Deckel des Taufbrunnens in der Vorhalle wurde ebenfalls von Kühnapfel 1979 gestaltet.
Der neugotische Kreuzweg kommt von der Mosel.
Die Kirchenbänke und Beichtstühle sind die Originale aus dem 19. Jahrhundert; Nikolaus Steinbach hat um 1900 die Statuen der Heiligen Maternus, Elisabeth und Agnes geschaffen. Aus Alt St. Maternus stammen sowohl die Madonna mit Kind von etwa 1470 als auch die Pietà.

### Orgel
Die Orgel wurde im Jahre 1869 von der Orgelbaufirma Steere & Turner erbaut und stand ursprünglich in einer Kirche in Keene (New Hampshire, USA). 2011 wurde das Instrument durch die Orgelbaufirma Schulte (Kürten) restauriert und in St. Maternus aufgestellt. Das Instrument hat 23 Register auf zwei Manualwerken und Pedal.
| I Great Organ C–f3 |       |
| Bourdon            | 16′   |
| Open Diapason      | 8′    |
| Dulciana           | 8′    |
| Melodia            | 8′    |
| Octave             | 4′    |
| Flauto traverso    | 4′    |
| Twelfth            | 2 ⁄3′ |
| Fifteenth          | 2′    |
| Mixture III        |       |
| Trumpet            | 8′    |
| Clarinett          | 8′    |

| II Swell Organ C–f3 |       |
| Bourdon (B/D)       | 16′   |
| Open Diapason       | 8′    |
| Stopped Diapason    | 8′    |
| Octave              | 4′    |
| Flute               | 4′    |
| Fifteenth           | 2′    |
| Nineteenth          | 1 ⁄3′ |
| Bassoon / Oboe      | 8′    |

| Pedal Organ C–f1     |     |
| Double Open Diapason | 16′ |
| Bourdon              | 16′ |
| Stop’d Diapason      | 8′  |
| Horn                 | 8′  |

### Glocken

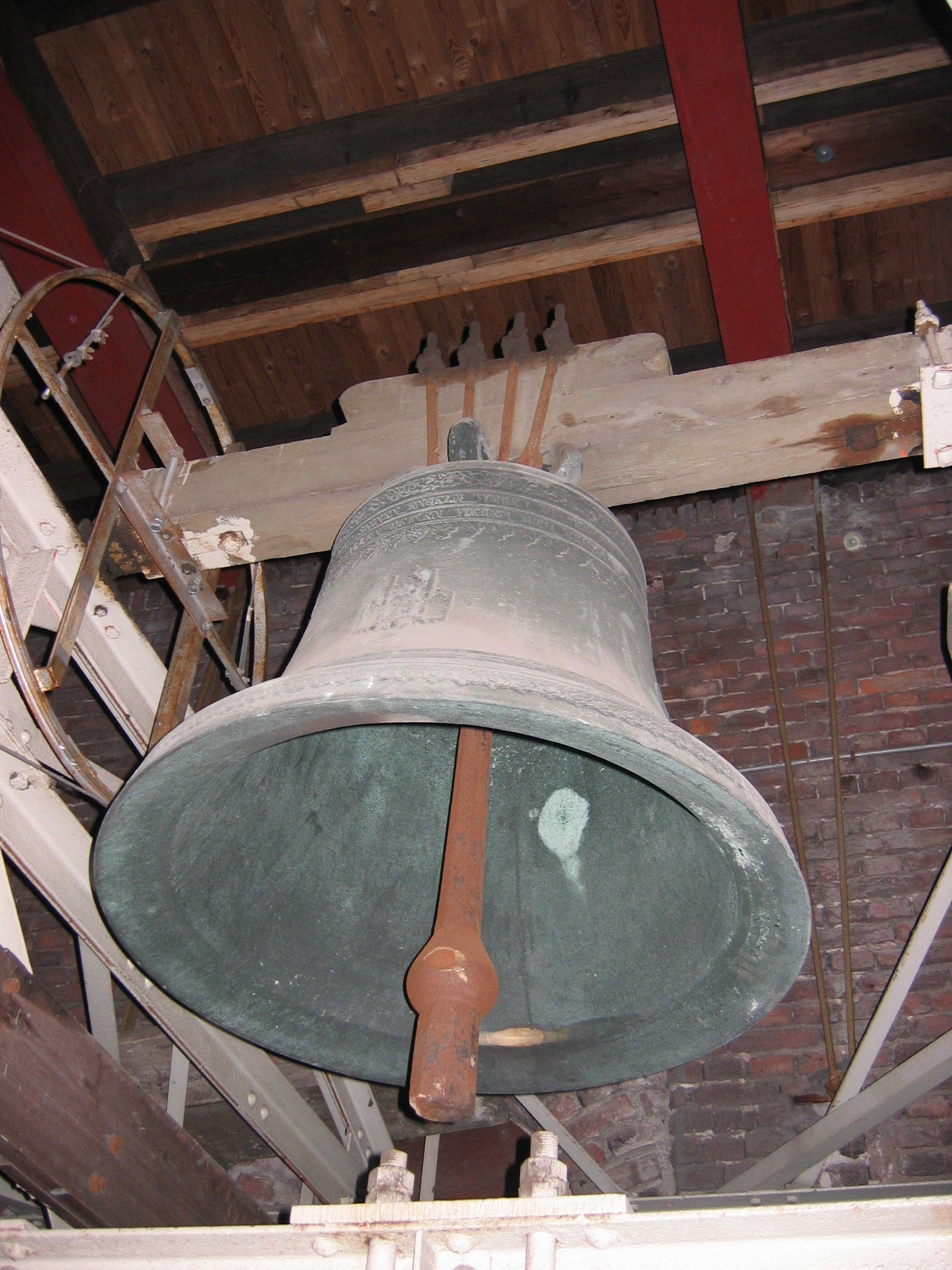
Kleine Glocke von 1927

Vier Glocken hängen im Turm. Die kleine Bronzeglocke von 1927 blieb als einzige Glocke des ebenfalls vierstimmigen Vorgängergeläuts während des Zweiten Weltkrieges auf dem Turm. Im Jahre 1949 lieferte der Bochumer Verein drei unterdurchschnittliche Gussstahlglocken in einer Versuchsrippe, der sogenannten Sekundschlagtonrippe. Die 1927 gegossene Glocke erwies sich als statisch problematisch und wurde vorübergehend stillgelegt. Mit dem Einbau einer Gegenpendelanlage im Jahre 2007 konnte sie wieder läutbar gemacht werden und ertönt seitdem mittags um 12:00 und abends um 19:00 zum Engel des Herrn. Zu Werktagsmessen erklingen die Glocken 4+3, zur Sonntagsmessen die Glocken 4+3+2 und an Festtagen das Vollgeläut jeweils eine Viertelstunde vor der Messe beginnend.
| Nr. | Name           | Gussjahr | Gießer                  | Ø (mm) | Gewicht (kg) | Nominal (16tel) | Inschrift                                                                         |
| --- | -------------- | -------- | ----------------------- | ------ | ------------ | --------------- | --------------------------------------------------------------------------------- |
| 1   | Christus       | 1947     | Bochumer Verein         | 1681   | 1920         | c1 +6           | PAX HOMINIBUS                                                                     |
| 2   | Mater Dolorosa | 1947     | Bochumer Verein         | 1425   | 1310         | es1 +2          | MATRIS 7 DOLORIS                                                                  |
| 3   | Maternus       | 1947     | Bochumer Verein         | 1200   | 830          | f1 –2           | ST. MATERNI                                                                       |
| 4   | Schutzengel    | 1927     | Wolfgang Hausen-Mabilon | 981    | 637          | as1 –2          | Denn er hat seinen Engeln befohlen, dass sie dich behüten auf allen deinen Wegen. |